# Engelberger Rotstock
Engelberger Rotstock är en bergstopp i Schweiz.   Den ligger i kantonen Uri, i den centrala delen av landet, 80 km öster om huvudstaden Bern. Toppen på Engelberger Rotstock är 2 819 meter över havet, eller 123 meter över den omgivande terrängen. Bredden vid basen är 0,28 km.
Terrängen runt Engelberger Rotstock är huvudsakligen mycket bergig. Närmaste större samhälle är Engelberg, 8,2 km väster om Engelberger Rotstock. 
I omgivningarna runt Engelberger Rotstock växer i huvudsak blandskog. Runt Engelberger Rotstock är det ganska glesbefolkat, med 47 invånare per kvadratkilometer.